# 百瀬結
百瀬 結（ももせ ひとし、1897年11月1日 - 1982年12月24日）は日本の実業家。元日本ビクター社長・会長。ビクター中興の祖。

## 人物
長野県東筑摩郡片丘村北内田（現・松本市）に生まれる。1918年旧制松本中学（長野県松本深志高等学校）卒業、1924年旧制東京商科大学（のちの一橋大学）卒業。
住友銀行人形町支店長等を経て、1950年住友銀行常務。1951年、鈴木剛頭取と共に借金の膨らんだ東映に11億円（2006年の貨幣価値に換算すると数100億円）の融資を行う。交渉相手は五島慶太・五島昇親子で、東映再建が失敗していたら五島家は破産していたといわれる。1952年、松下幸之助の要請を受け松下電器産業入社、1953年取締役就任。
1953年日本ビクター副社長に就任。野村吉三郎社長とともに、同社の再建にあたる。
1962年から1970年まで日本ビクター社長、1970年から1973年まで同会長。同社の経営基盤を築く。5億円の借金を5年で完済。。徹底した無駄の排除を進め、「モモケチ」 と呼ばれた。このほか1970年からFM東京取締役。
1982年12月24日、東京都杉並区清水の自宅で死去。享年85。東京カテドラル聖マリア大聖堂で社葬が開かれた。

## 家族
妻の鄙子は海軍軍医少将・戸塚環海（戸塚文海の養嗣子）の四女。

## 褒章
1967年勲三等旭日中綬章、1975年勲二等瑞宝章受章、1986年マスコミ功労者顕彰。